# ميل هانسن
ميل هانسن (بالإنجليزية: Mel Hansen)‏ هو مهندس أمريكي، ولد في 8 يونيو 1898، وتوفي في 25 يونيو 1963.